# Альмуханбетов, Джексенбек Альмуханбетович
Джексенбек Альмуханбетов (каз. Әлмұхамбетов Жексенбек, 1 июня 1928, Аулие-Ата — 15 августа 2012, Алма-Ата) — учёный, доктор геолого-минералогических наук (1975), профессор (1984). Лауреат Государственной премии Казахской ССР (1978).

## Биография
Окончил Ташкентский государственный университет (1951). В 1951—1952 годах руководил геологической партией Средне-Азиатского треста.
В 1952—1960 годах аспирант, инженер, младший научный сотрудник Института геологических наук им. К. И. Сатпаева АН КазССР.
В 1960—1981 годах — заведующий лабораторией электрометрии; в 1982- заведующий отделом геофизики.
В период с 1982 по 1992 год возглавлял кафедру рудной геофизики Казахского Политехнического Института (в настоящее время Казахский Национальный Технический Университет имени К. И. Сатпаева). С 1992 г. профессор этой же кафедры.
Умер 15 августа 2012 года после продолжительной болезни.

## Научная деятельность
Научные работы посвящены исследованию глубоких слоев Земли геофизическими методами. Альмуханбетов Джексенбек одним из первых в республике исследовал методом электромагнитного зондирования (от поверхности земли до глубины 500 км) крупные геохимические узлы.
Государственная премия Казахской ССР присуждена в 1978 году за работу «Комплексные исследования земной коры Мугоджар и проблемы связи тектонических структур Урала, Тянь-Шаня и Центрального Казахстана».
Его заслуги отмечены почетной грамотой Верховного Совета Казахской ССР, знаком Министерства геологии СССР «Отличник разведки недр», званием «Почетный разведчик недр Республики Казахстан».
Общее количество публикаций: более 130; в том числе 5 монографий.

### Научные труды
- «Электромагнитное зондирование в Казахстане», Алматы, 1972;
- «Комплексные исследования земной коры Мугоджар и проблемы связи тектонических структур Урала, Тянь-Шаня и Центрального Казахстана», Алматы, 1977;
- Поиски месторождений меди в Центральном Казахстане : (Геофиз. методы) / Д. А. Альмуханбетов, А. О. Кажкина. — Алма-Ата : Наука, 1982. — 94 с.;
- Опыт применения электроразведочных работ для расшифровки закрытых геологических структур в условиях западной части Кокчетавского поднятия [Текст] : Автореферат дис. на соискание учен. степени кандидата геол.-минерал. наук / Акад. наук Казах. ССР. Ин-т геол. наук. — Алма-Ата : [б. и.], 1957. — 15 с.;
- Исследование земной коры и верхней мантии в Казахстане магнитотеллурическими методами [Текст] / [Д. Альмуханбетов, Е. Алипбеков, А. С. Галкин, С. Тулегенов ; Отв. ред. д-р техн. наук, проф. М. Н. Бердичевский] ; АН КазССР, Ин-т геол. наук им. К. И. Сатпаева. — Алма-Ата : Наука, 1977. — 151 с.